# Simone Aubert
Simone Aubert (* 1981 in Neuchâtel) ist eine Schweizer Rock- und Improvisationsmusikerin (Schlagzeug, auch Gitarre, Elektronik, Gesang, Komposition).

## Leben und Wirken
Aubert begann zwölfjährig mit dem Schlagzeugspiel, um in der Band ihres Bruders mitzuwirken. Sie ist Autodidaktin.
Mit 20 Jahren begann Aubert ihr Studium an der Haute école d’art et design in Genf, das sie mit 26 Jahren beendete. Sie lebte in einem Künstlerkollektiv in Lausanne und gründete mit englischen Musikern die Noise-Punk-Band J'm’en Fous, mit der sie zahlreiche Konzerte gab. 2014 gründete sie mit dem Kontrabassisten Vincent Bertholet das Duo Hyperculte mit „treibendem Indie-Rock, der ab und zu an Sonic Youth erinnert,“ das bisher drei Alben vorlegte. Weiterhin spielt sie in den Rockbands Massicot, Yalla Miku und dem Quartett Tout Bleu (dort auch mit Simone Felber) und gibt Solokonzerte. Charakteristisch dabei ist „eine Do-It-Yourself-Attitüde …, die das Nicht-Klassifizierbare umarmt und das Zarte wie das Brutale auslotet.“ Daneben komponierte sie seit 2017 für verschiedene Choreographen und für das Theater. Weiterhin ist sie Mitbegründerin und künstlerische Co-Leiterin des Festivals Baz’Art in Genf.
2024 wurde Aubert mit einem Schweizer Musikpreis ausgezeichnet.